# Ворбузе
Во́рбузе (эст. Vorbuse) — деревня в муниципалитете Тарту уезда Тартумаа, Эстония. 
До административной реформы местных самоуправлений Эстонии 2017 года входила в состав волости Тяхтвере.

## География и описание
Расположена в 6 километрах к северо-западу от уездного и волостного центра — города Тарту, на правой стороне долины реки Эмайыги. Высота над уровнем моря — 51 метр.
Климат умеренный. Официальный язык — эстонский. Почтовый индекс — 61412.

## Население
По данным переписи населения 2011 года, в Ворбузе проживали 258 человек, из них 236 (91,5 %) — эстонцы.
По данным переписи населения 2021 года, в деревне насчитывалось 273 жителя, из них 250 (91,6 %) — эстонцы.
Численность населения деревни Ворбузе по данным переписей населения:
| Год  | 1959 | 1970   | 1979  | 1989  | 2000  | 2011  | 2021  |
| ---- | ---- | ------ | ----- | ----- | ----- | ----- | ----- |
| Чел. | 472* | ↘ 313* | ↘ 213 | ↘ 191 | ↗ 236 | ↗ 258 | ↗ 273 |

* Деревни Ворбузе I и Ворбузе II вместе.

## История
До Ливонской войны земли в окрестностях Ворбузе принадлежали монастырю Кяркна.
Своё название деревня получила по названию мызы Ворр (Vorr, Worr), которая была впервые упомянута в польские времена в 1582 году, когда она принадлежала Штефану Ноннерту (Stefan Nonnert). В 1625 году король Швеции Густав II Адольф подарил мызу Маттиасу Форбуссу (Matthias Forbuss), отсюда, как считается, и произошло название мызы Ворбузе.
В 1920-х годах рядом с деревней Ворбузе, вокруг центра бывшей мызы, возникло поселение. В 1970-х годах оно получило название деревня Ворбузе II, а старая деревня стала называться Ворбузе I. В 1977 году, в период кампании ко укрупнению деревень, обе деревни объединили.
В настоящее время господский дом мызы разрушен. От мызного комплекса осталось несколько старых вспомогательных зданий, к которым в конце 2000-х годов прибавились новые строения.
До 2001 года в деревне находились станции Ворбузе и Эмайые железной дороги Тапа—Тарту.
В годы советской власти в Ворбузе работала Опытная станция оценки быков по качеству потомства Опорно-показательного совхоза «Тарту» имени 50-летия СССР.

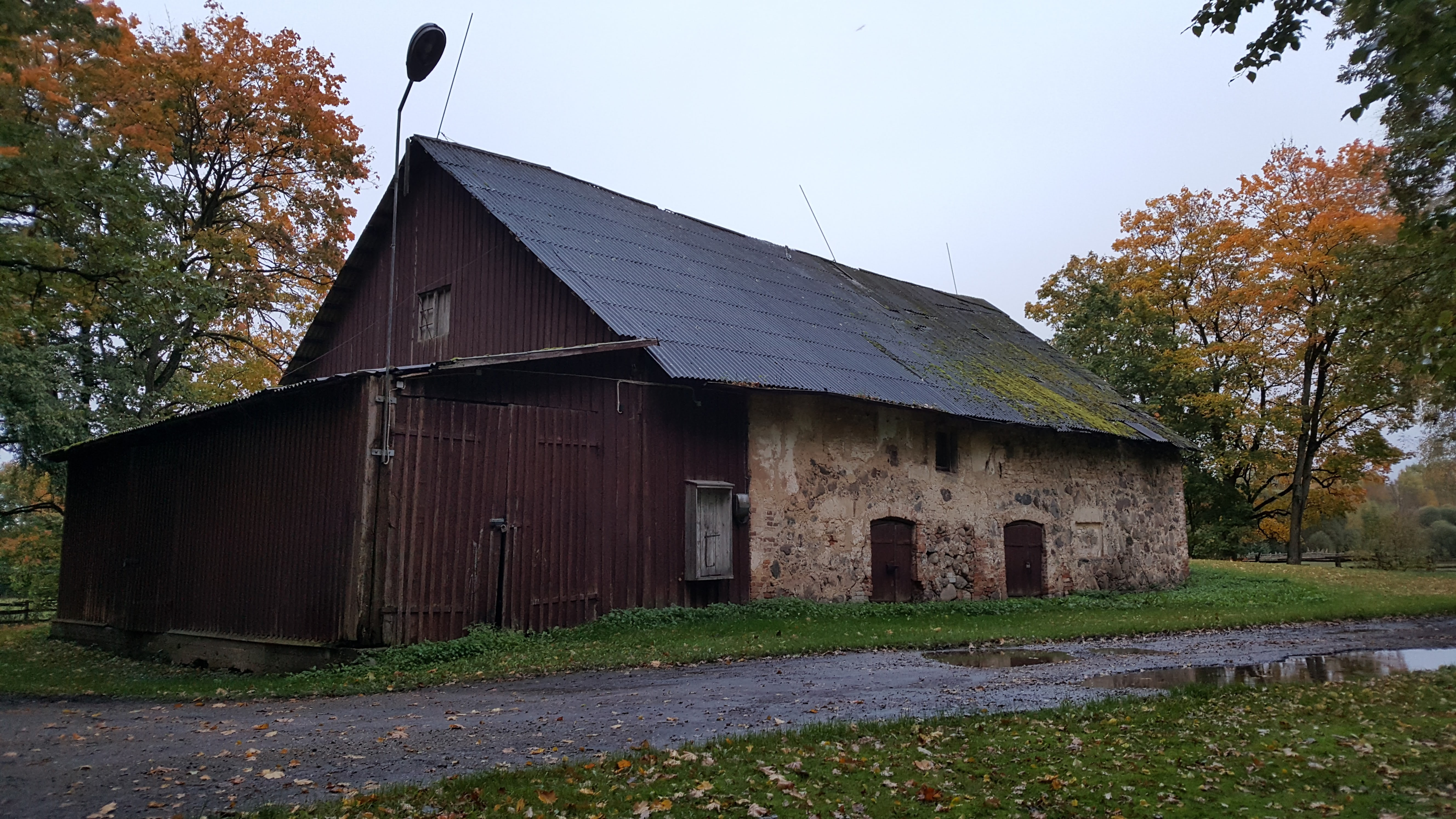
Сохранившаяся хозяйственная постройка бывшей мызы Ворбузе
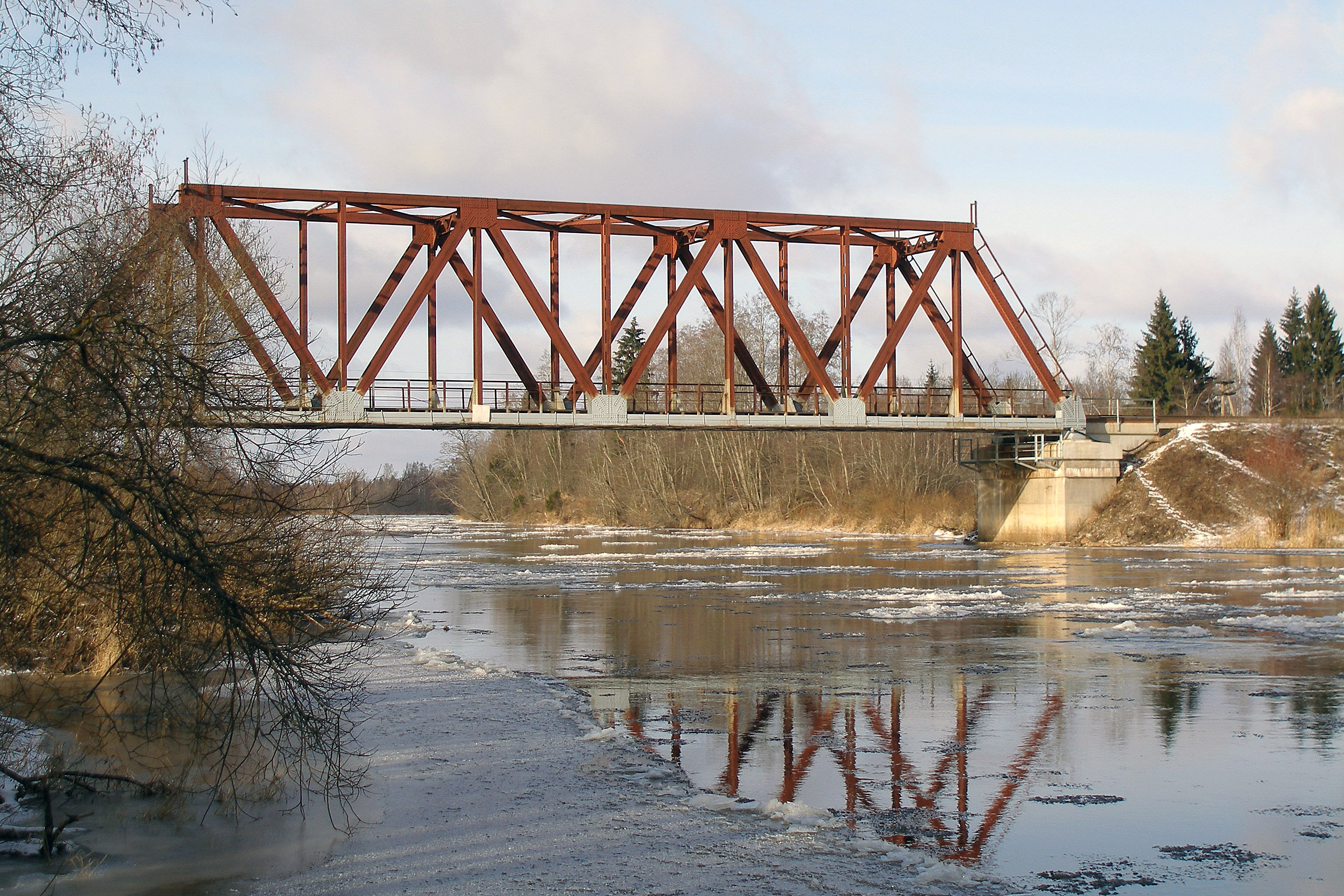
Мост Янезе через реку Эмайыги между Ворбузе и Марамаа